# Pellenes gobiensis
Pellenes gobiensis är en spindelart som beskrevs av Schenkel 1936. Pellenes gobiensis ingår i släktet Pellenes och familjen hoppspindlar. Inga underarter finns listade i Catalogue of Life.